# Manuel José de Siqueira Mendes

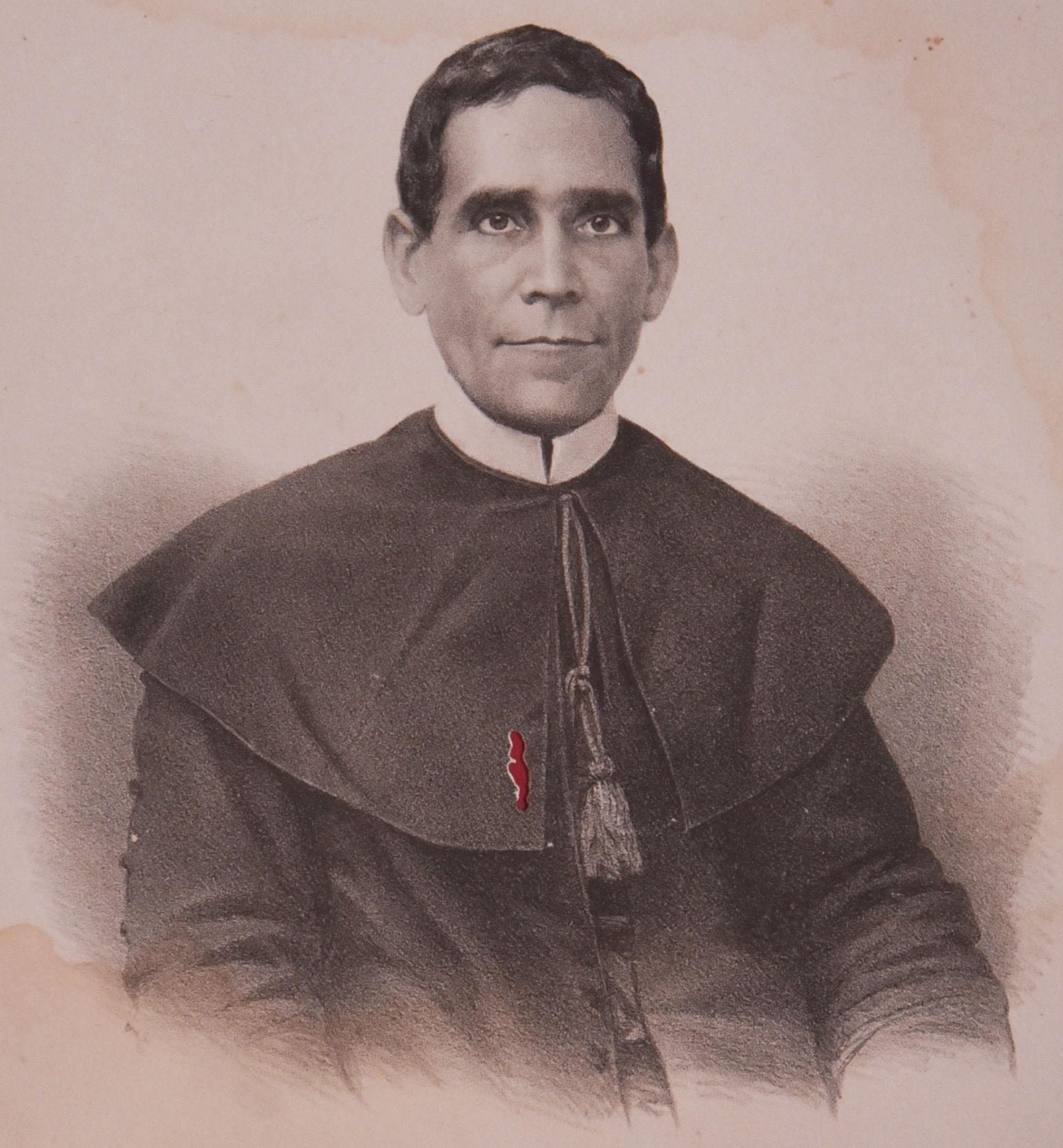
Litografia de Sébastien Auguste Sisson, 1861.

Manuel José de Siqueira Mendes (Cametá, 6 de setembro de 1825 — Fortaleza,CE 6 de março de 1892) foi um sacerdote católico e político brasileiro. Filho de Francisco José de Siqueira Mendes e Maria do Carmo Brito Mendes.

## Biografia
Seus estudos primários ocorreram em sua cidade natal, passando posteriormente para o seminário de Belém, por influência de Dom Romualdo Coelho, onde recebeu as ordens de presbítero. Será na administração de Dom José Afonso de Morais Torres que será nomeado secretário do bispado e pouco depois cônego da Sé de Belém.
Está intimamente ligado ao magistério, onde desempenhou as funções de lente de Teologia e Moral do Seminário e de latim no Liceu Paraense, neste último aposentou-se em 21 de abril de 1871. Juntamente com Antônio Gonçalves Nunes e outros, realizou a fundação do Colégio Santa Cruz em Belém, que mas tarde passou a chamar-se Colégio Paraense. Em sua terra natal, fundou outra instituição de educação, também chamada de Colégio de Santa Cruz.
Amado por muitos, odiado por outros, o Cônego Siqueira Mendes, era um homem energético, alimentado por ideais que muitas vezes não foram compreendidos por seus pares. Iniciou sua vida política junto ao Partido Liberal, mas rapidamente passou para o conservador, onde em pequeno espaço de tempo, impulsionado por seus ideais e sagacidade, passa a desempenhar papel de destaque, tornado-se a partir da década de 70, um de seus indiscutíveis chefes. Uma década depois era chamado de o chefe único do partido conservador do Pará.
Por diversas vezes foi eleito para a Assembléia Provincial, onde em alguns mandatos, desempenhou a função de presidente da casa. As disputas entre liberais e conservadores, sempre marcaram a política paraense, chegando-se a afirmar que dentro da província não existiam partidos políticos, mas sim interesses pessoais alimentados pelas presidências. Eram verdadeiras brigas pessoais, onde todos eram atacados tanto no âmbito público como privado.
O cônego em nenhum momento esteve distante deste tipo de política regional, sofrendo freqüentes ataques de seus opositores e no início da década de 70, tendo que enfrentar uma cisão dentro de seu partido, o que levou a criação de uma sociedade opositora a sua liderança e ao nascimento do partido Católico, liderado por Dr. Pinheiro e o futuro Barão de Igarapé Miry.
Esteve na capital do império, por 4 vezes a ocupar uma das cadeiras da Deputação Geral, onde brigou energeticamente por políticas e medidas que visavam o engrandecimento da província que representava.
Foi nomeado vice-presidente da província do Pará e deste modo foi chamado, algumas vezes para desempenhar o exercício da presidência, de 29 de setembro de 1868 a 18 de outubro de 1868 e de 8 de novembro de 1869 a 2 de dezembro de 1869. Em todos os momentos foi amplamente atacado e suas políticas contestadas por muitos. Não se esquivava de enfrentar seus opositores e de defender seus ideais, mesmo que para isso fosse necessário enfrentar a própria população da província.
Nos finais da década de 60, teve que enfrentar o movimento dos liberais, em 72, declarou guerra aberta ao então presidente da província Abel Graça e ao presidente da Assembléia Provincial, e nos primórdio da década de 80, durante a sua presidência na câmara, teve que enfrentar armadamente o levante popular contra as resoluções votadas na assembléia.
Seu nacionalismo exacerbado, também lhe rendeu duras criticas, uma vez que foi, ferrenho defensor do fim do monopólio do comércio por estrangeiros, e assim seu nacionalismo foi confundido com xenofobia.
Ocupou, o Sr. Cônego Siqueira, eminente posição no Brasil, sendo senador representante da terra que lhe foi berço. Por 3 vezes tinha feito parte da lista tríplice para ocupar uma das cadeiras vitalícias do senado, porem mesmo sendo o mais votado de todas elas, sofreu o dissabor de não ser escolhido pelo imperador, em favor de homens de menor prestigio. Somente em 1886 recebera o tão merecido reconhecimento e será elevado ao nível dos mais altos políticos do império, onde se manteve até a proclamação da república.
Com a Proclamação da República, o chefe único do partido conservador no Pará, declarou a extinção do partido do trono e do altar e a incorporação de seus membros nos novos partidos políticos, como o democrata e o republicano, para assim engrossar as fileiras do novo regime e facilitar a transição. Para muitos foi o último e maior erro que cometeu em sua vida política.
Inconformado com o andar da política e dos negócios públicos, ainda tentou organizar o partido nacional, e criou um órgão na imprensa, visando divulgar sua contestação e organizar a oposição, porém o peso da vida lhe tolheu os anseios.
Jamais curvou-se ante homem algum, mas o peso dos anos e a vida conturbada, lhe renderam uma grave moléstia, que acarretou na sua retirada da vida publica e a busca de melhores ares na província do Ceará. Foi na Capital desta província e afastado da terra que lhe ofereceu berço, que veio a falecer em 6 de março de 1892, um dos maiores vultos paraense.
Durante toda sua vida política, péssimo juízo foi traçado a seu respeito e a sua honestidade, porem tudo isso foi ultrapassado, quando se verificou o estado de miséria em que encontrava-se no momento de sua morte, estando desprovido  de bens materiais e desapegado como sempre o foi.
Foi um homem trabalhador, batalhador vitorioso, exemplo de constancia e afervo a disciplina, que teve uma vida tumultuada e  muitas vezes fruto de polemicas. As opiniões e apreso a sua figura, não são unânimes, porém a historia de nossa política e sociedade, reserva-lhe lugar honroso em suas paginas.
Foi deputado provincial, deputado geral, vice-presidente de província e senador do Império do Brasil de 1886 a 1889.
Uma das mais importantes ruas da cidade de Belém do Pará (a antiga Rua Norte foi a primeira rua da cidade) recebeu a denominação de Rua Siqueira Mendes em sua homenagem